# Politik Baden-Württembergs
Das Bundesland Baden-Württemberg existiert erst seit 1952 und steht in der politischen Tradition der historischen Länder Baden und Württemberg. Von 1953 bis 2011 führte die CDU ohne Unterbrechung die Landesregierung, teils als alleinige Regierungspartei, teils in wechselnden Koalitionen. Aber auch die FDP (die hier FDP/DVP heißt) und in neuerer Zeit Bündnis 90/Die Grünen sind hier traditionell stark. Seit der Landtagswahl vom 27. März 2011 regiert Winfried Kretschmann (Grüne) als Ministerpräsident.

## Politische Gliederung
Das Land Baden-Württemberg ist – neben der eigentlichen Landesebene – in vier Regierungsbezirke (Freiburg, Karlsruhe, Stuttgart, Tübingen) sowie gemäß der Reform von 1973 in 35 Landkreise und 9 Stadtkreise unterteilt. Es gibt 1108 Städte und Gemeinden. Teilweise gibt es innerhalb der Gemeinden noch Ortschaftsräte; viele Gemeinden sind in den 1970er Jahren aus der Zusammenlegung vorher unabhängiger Orte entstanden. Dementsprechend groß ist teilweise das Unabhängigkeitsbewusstsein einzelner Ortsteile. Zwischen Stadt- und Landkreisen gibt es vielfache Formen der Zusammenarbeit, etwa in Zweckverbänden. Diese entsprechen oft der Gliederung in Regionen; politisch tatsächlich bedeutsam ist allerdings allein die Region Stuttgart.

## Landesregierung
Siehe auch: Landesregierung von Baden-Württemberg
Der erste baden-württembergische Ministerpräsident stammte aus der FDP, dann folgte 58 Jahre lang, von 1953 bis 2011, eine ununterbrochene Reihe von der CDU gestellter Ministerpräsidenten, die 2011 durch den ersten Bündnis-Grünen beendet wurde:
| Ministerpräsidenten des Landes Baden-Württemberg | Ministerpräsidenten des Landes Baden-Württemberg | Ministerpräsidenten des Landes Baden-Württemberg | Ministerpräsidenten des Landes Baden-Württemberg | Ministerpräsidenten des Landes Baden-Württemberg | Ministerpräsidenten des Landes Baden-Württemberg | Ministerpräsidenten des Landes Baden-Württemberg |
| Nr.                                              | Name                                             | Lebensdaten                                      | Partei                                           | Beginn der Amtszeit                              | Ende der Amtszeit                                | Amtsdauer in Tagen                               |
| ------------------------------------------------ | ------------------------------------------------ | ------------------------------------------------ | ------------------------------------------------ | ------------------------------------------------ | ------------------------------------------------ | ------------------------------------------------ |
| 1                                                | Reinhold Maier                                   | 1889–1971                                        | FDP/DVP                                          | 25. April 1952                                   | 7. Oktober 1953                                  | 531 Tage                                         |
| 2                                                | Gebhard Müller                                   | 1900–1990                                        | CDU                                              | 7. Oktober 1953                                  | 17. Dezember 1958                                | 1898 Tage                                        |
| 3                                                | Kurt Georg Kiesinger                             | 1904–1988                                        | CDU                                              | 17. Dezember 1958                                | 16. Dezember 1966                                | 2922 Tage                                        |
| 4                                                | Hans Filbinger                                   | 1913–2007                                        | CDU                                              | 16. Dezember 1966                                | 30. August 1978                                  | 4276 Tage                                        |
| 5                                                | Lothar Späth                                     | 1937–2016                                        | CDU                                              | 30. August 1978                                  | 13. Januar 1991                                  | 4520 Tage                                        |
| 6                                                | Erwin Teufel                                     | * 1939                                           | CDU                                              | 13. Januar 1991                                  | 29. April 2005                                   | 5221 Tage                                        |
| 7                                                | Günther Oettinger                                | * 1953                                           | CDU                                              | 29. April 2005                                   | 9. Februar 2010                                  | 1748 Tage                                        |
| 8                                                | Stefan Mappus                                    | * 1966                                           | CDU                                              | 10. Februar 2010                                 | 11. Mai 2011                                     | 456 Tage                                         |
| 9                                                | Winfried Kretschmann                             | * 1948                                           | Grüne                                            | 12. Mai 2011                                     | (–)                                              | 5.191 Tage                                       |

Seit ihrer Vereidigung am 12. Mai 2021 ist die jetzige Landesregierung (das “Kabinett Kretschmann III”) im Amt.
Regierungskoalitionen
- 1952–1953: FDP/DVP, SPD und GB/BHE
- 1953–1960: CDU, SPD, FDP/DVP und GB/BHE  (seit 1956 nach Ausscheiden der KPD aus dem Landtag somit als Allparteienregierung)
- 1960–1964: CDU, FDP/DVP und GB/BHE (seit 1961 GDP)
- 1964–1966: CDU und FDP/DVP
- 1966–1972: CDU und SPD
- 1972–1992: CDU (Alleinregierung)
- 1992–1996: CDU und SPD
- 1996–2011: CDU und FDP
- 2011–2016: Grüne und SPD
- seit 2016:0 Grüne und CDU

## Landtag
Siehe: Landtag von Baden-Württemberg

## Kommunale Ebene
Auch das baden-württembergische Kommunalwahlrecht kennt einige Besonderheiten. Die Bürgermeister (bzw. in größeren Städten: die Oberbürgermeister) werden direkt gewählt (Süddeutsche Ratsverfassung) und sind damit unabhängig von der Zusammensetzung der Gemeinderäte. Die Dauer einer Amtszeit beträgt für sie acht Jahre, so dass Bürgermeisterwahlen in der Regel nicht mit den Wahlen der Kommunalparlamente zusammenfallen. Unter anderem deswegen sind formale Parteienkoalitionen in baden-württembergischen Gemeinderäten selten.
Die Ortschafts-, Gemeinde- und Stadträte sowie Kreistage werden alle fünf Jahre gewählt. Alle fünf Jahre wird auch die Regionalversammlung der Region Stuttgart gewählt.
Für die 35 Kreistage stellen Parteien und Wählervereinigungen Listen in mehreren Wahlkreisen auf. Jeder Wähler hat so viele Stimmen, wie es im Wahlkreis Sitze gibt. Die Listen können sogar eineinhalb mal so viele Bewerber enthalten. Bei der Wahl selbst kann kumuliert und panaschiert werden, d. h. die Stimmen können auf eine Person angehäuft werden, und es kann über mehrere Listen hinweg gewählt werden. Die Verteilung der Sitze auf die einzelnen Listen und Wahlkreise erfolgt nach einem ähnlichen Verfahren wie bei der Landtagswahl.
Für die Gemeinderäte und die Stadträte der Stadtkreise gibt es im Allgemeinen nur einen Wahlkreis (Sonderfall: unechte Teilortswahl). Parteien und Wählervereinigungen stellen hier maximal so viele Kandidaten auf, wie es Sitze gibt. Die Wähler haben wiederum so viele Stimmen, wie es Sitze gibt, und können kumulieren und panaschieren. Die Sitze der Parteien bzw. Wählervereinigungen im Stadtrat bzw. im Gemeinderat richtet sich nun nach der Gesamtstimmenzahl, die auf Bewerber der jeweiligen Liste zusammen entfallen ist. Diese wird mit Hilfe des Sainte-Laguë-Verfahren auf Sitzzahlen umgerechnet, die dann an die Bewerber der Listen in der Reihenfolge der jeweils erreichten absoluten Stimmzahlen vergeben werden. Bis 2009 wurde nach dem d’Hondtschen Verfahren ausgezählt, welches kleine Parteien und Wählervereinigungen bei der Umrechnung der Wählerstimmen in Mandate benachteiligt. In der Region Stuttgart wird nach dem Hare/Niemeyer-Verfahren ausgezählt.
Typisch für Baden-Württemberg ist der relativ große Erfolg von Wählervereinigungen. Dachverband der Wählervereinigungen ist der Landesverband Freie Wähler Baden-Württemberg. Häufig sind dies liberale bis eher konservative Listen, die vor allem Honoratioren und Gewerbetreibende vereinen. Teilweise gibt es aber auch parteiunabhängige Listen, die eher dem sozialdemokratischen, linken oder grünen Spektrum zuzurechnen sind. Auch auf Parteilisten werden recht häufig Kandidaten ohne Parteimitgliedschaft aufgestellt.

## Landesvertretungen

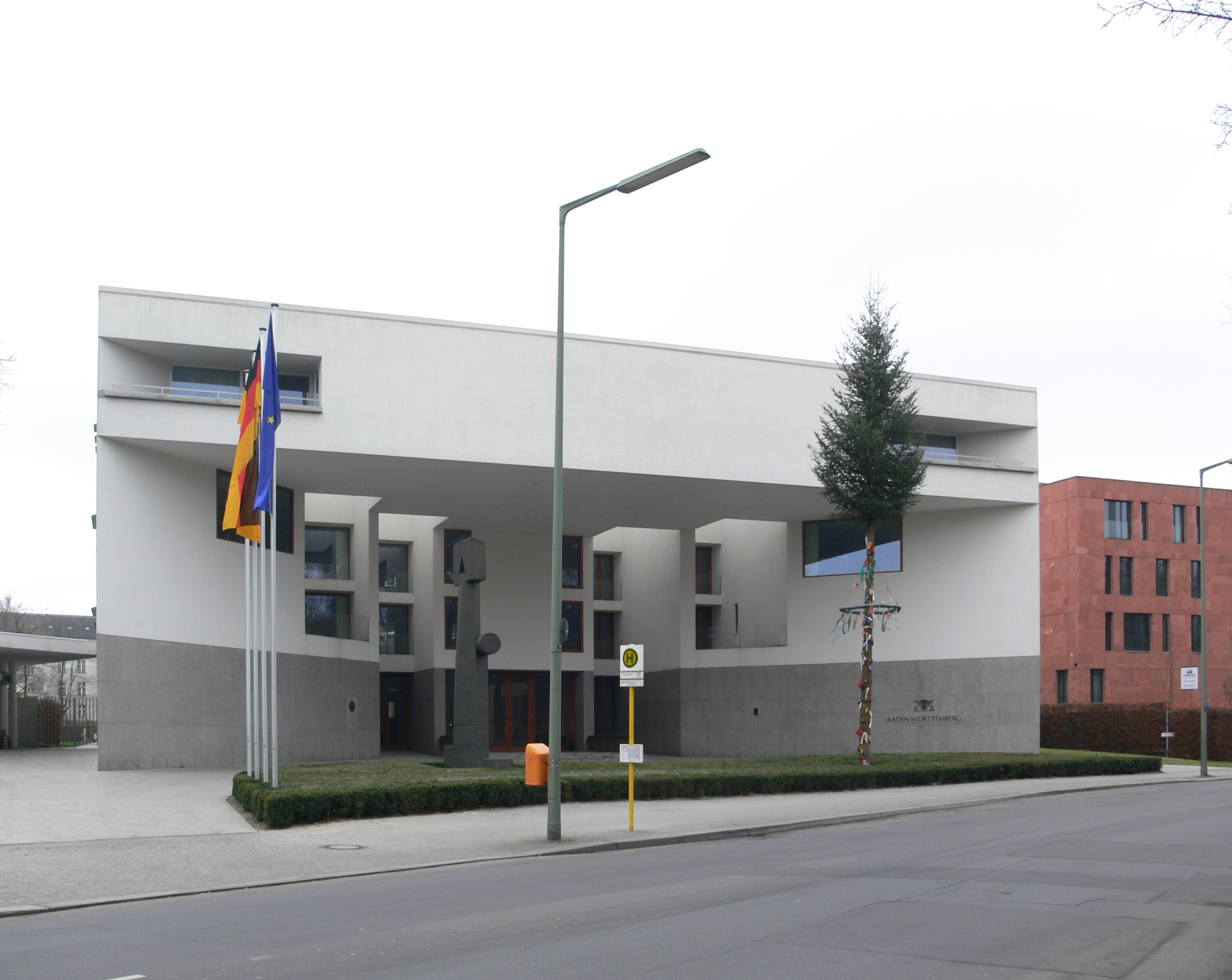
Vertretung des Landes Baden-Württemberg beim Bund

Das Land unterhält zwei Landesvertretungen außerhalb von Baden-Württemberg. Seit 1954 die Vertretung des Landes Baden-Württemberg beim Bund, welche ihren Sitz bis zum Umzug der Bundesregierung in Bonn hatte und heute in Berlin sitzt. Im Jahre 1987 kam, zuerst als „Büro“, dann als Vertretung die Vertretung des Landes Baden-Württemberg bei der Europäischen Union in Brüssel dazu, welche als Bindeglied zwischen dem Bundesland Baden-Württemberg und der Europäischen Union fungiert. Zudem besteht seit November 2021 das BW-UK Office, die Auslandsrepräsentanz Baden-Württembergs im Vereinigten Königreich.